# Avraam Papadopoulos
Avraám Papadópoulos - em grego, Αβραάμ Παπαδόπουλος (Melbourne, 3 de Dezembro de 1984).

## Seleção Grega
Papadopoulos possui 37 presenças com a camisa da seleção grega.

## Títulos
Aris F.C.
- Copa da Grécia: Vices (2): 2005, 2008

Olympiakos'
- Super League Grega (5): 2008–09, 2010–11, 2011–12, 2012–13, 2013-14
- Copa da Grécia (3): 2009, 2012, 2013

Individual
Super League Grega Futebolista do Ano: 2010–11